# Louis-Marin Bonnet
Pour les articles homonymes, voir Bonnet.
Louis-Marin Bonnet (Paris, 1736 ou 1743 - Saint-Mandé, 12 octobre 1793) est un graveur, peintre et éditeur d'estampes français rattaché au style rococo. Il a mis au point la manière de pastel, un procédé de gravure dérivé de la manière de crayon.

## Biographie

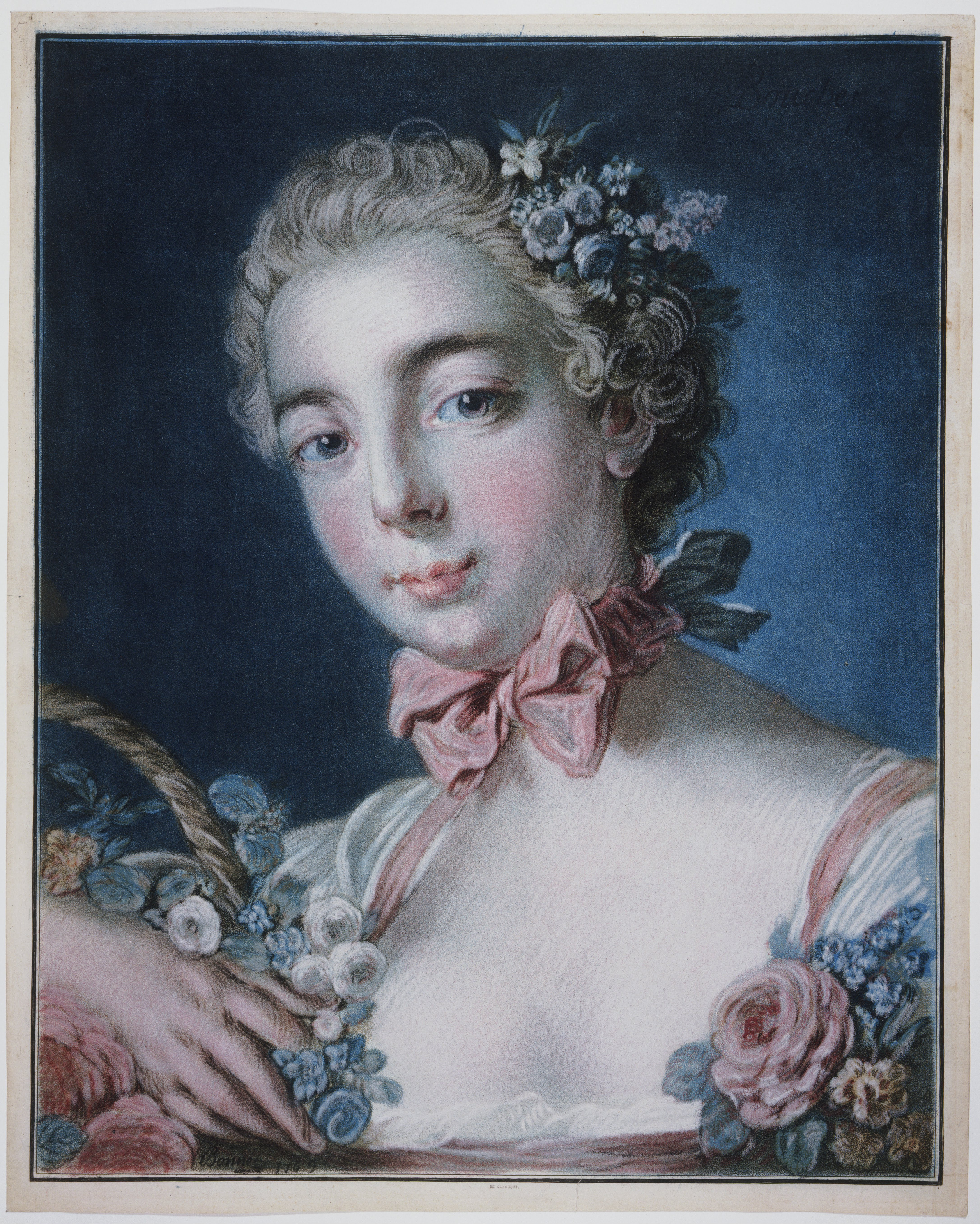
Tête de Flore, manière de pastel (1769) de Louis-Marin Bonnet d'après François Boucher (Philadelphia Museum of Art).

Fils de Marin Bonnet (ou Bonet) et de Marie Anne Coudray, il épouse Jeanne Henriette Levieil à Paris en l'église Saint-Séverin le 19 février 1770. Louis-Marin Bonnet est un dessinateur et graveur au lavis et à la manière de crayon, dont il améliora la technique jusqu'à mettre au point une manière de pastel. Démonstration de son talent et de son savoir-faire, il grave en 1769 une Tête de Flore d'après Boucher dont l'impression nécessite huit matrices. Le résultat imite à la perfection un véritable pastel. 
Pour faire reconnaître l'intérêt de son invention, Bonnet produit un petit traité intitulé Le Pastel en gravure, inventé et exécuté par Louis Bonnet où est décomposé, planche par planche, le processus d'impression, le tout accompagné de commentaires manuscrits de l'auteur. L'ouvrage, présenté au Marquis de Marigny et au Roi par l'intermédiaire de Cochin, fut récompensé par une gratification orale de 50 louis. Ce document est aujourd'hui conservé à la Bibliothèque de l'Arsenal et numérisé sur Gallica. 
Brillant, son procédé de manière de pastel était néanmoins très onéreux à mettre en œuvre et relativement fragile (les planches gravées s'usaient très vite), ce qui amena Bonnet à en simplifier le processus. Ses gravures ultérieures emploient moins de planches, avec des résultats évidemment moins fins. 
Il fut l'élève de Jean-Charles François et de Demarteau et composa des centaines de dessins et gravures, aujourd'hui répertoriés et présents dans les collections publiques. Il fréquente François Boucher, Lagrenée, Huet et Le Prince dont il reproduit les œuvres.
Son atelier-échoppe (vente de dessins et d'estampes) se situait vers 1772 à Paris au coin de la rue Saint-Jacques et de la rue de la Parcheminerie, au deuxième étage. Il eut aussi une adresse rue Galande (1767-1772).
Le catalogue de son fonds, publié par ses soins en 1780, compte 1054 numéros, mais toutes les pièces ne sont pas de sa main, la plupart ayant été réalisées sous sa direction au sein de son atelier. Celles-ci portent la mention Bonnet direxit.
Il signait soit Bonnet, soit parfois Marin, ou Tennob.